# Volta ao Algarve de 1983
A Volta ao Algarve de 1983 foi a 9.ª edição da Volta ao Algarve, uma competição de ciclismo de estrada organizada em Portugal. A carreira teve lugar de  27 de abril a 1 de maio.

## As etapas
| Etapa     | Localidades | Km | Vencedor           |
| 1.ª etapa | ?           | ?  | Carlos Santos,     |
| 2.ª etapa | ?           | ?  | Carlos Santos,     |
| 3.ª etapa | ?           | ?  | Luís Vargues,      |
| 4.ª etapa | ?           | ?  | Adelino Teixeira,  |
| 5.ª etapa | ?           | ?  | António Fernandes, |
| 6.ª etapa | ?           | ?  | Manuel Cunha,      |
| 7.ª etapa | ?           | ?  | Raul Fachadas,     |
| 8.ª etapa | ?           | ?  | Manuel Cunha,      |

## Classificação geral
|    | Ciclista             | Equipa |   | Tempo      |
| -- | -------------------- | ------ | - | ---------- |
| 1. | Adelino Teixeira,    | ?      |   | ?          |
| 2. | Belmiro Silva,       | ?      | + | 1 min 25 s |
| 3. | Eduardo Correia,     | ?      |   | 2 min 07 s |
| 4. | Venceslau Fernandes, | ?      |   | ?          |
| 5. | Fernando Fernandes,  | ?      |   | ?          |

## Classificações secundárias
| Classificação por pontos          | José Amaro,    |
| Classificação do melhor escalador | Luís Teixeira, |
| Classificação da melhor equipa    | F.C. Porto,    |